# 민절서원
민절서원(愍節書院)은 대한민국 서울특별시에 위치한 조선 시대의 서원이다. 1681년에 창건되었으며, 김문기·박팽년·유응부·이개·류성원·성삼문·하위지을 제향하고 있다.